# Ägidienmarkt

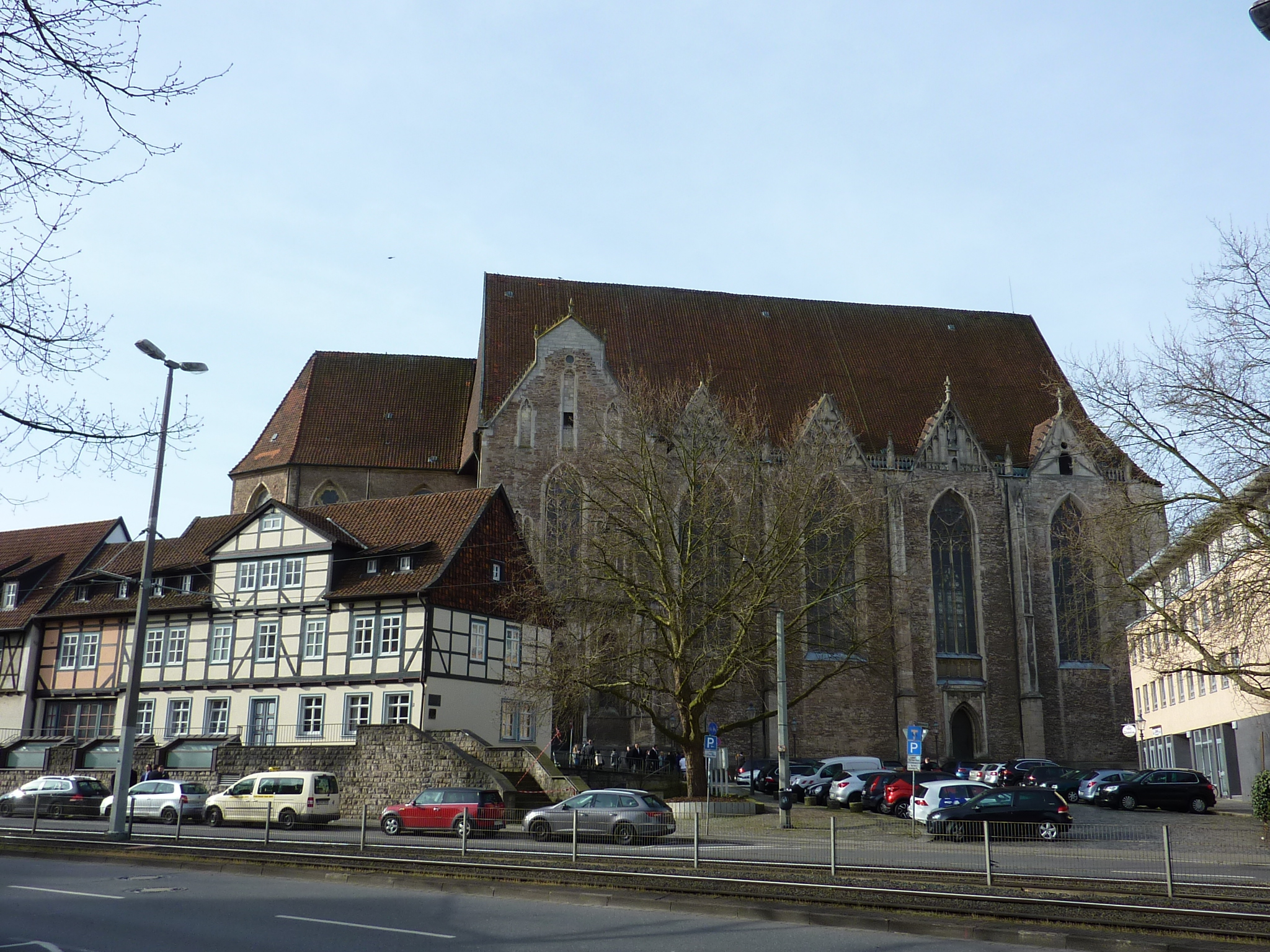
Ägidienmarkt 2015

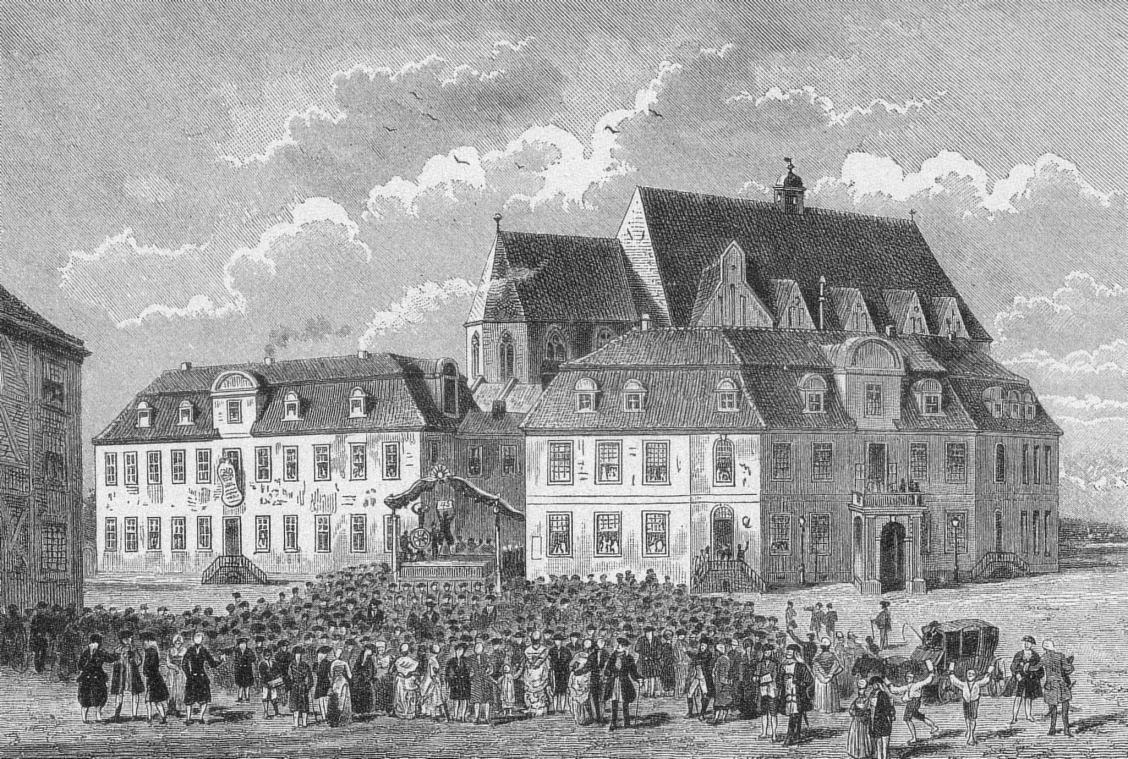
Der Ägidienmarkt mit dem Ägidienkeller (Lottohaus) 1771

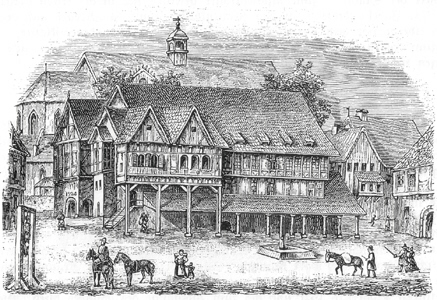
Das Altewiekrathaus

Der Ägidienmarkt ist einer der mittelalterlichen Marktplätze in der Innenstadt von Braunschweig. Er war im Mittelalter der gesellschaftliche und wirtschaftliche Mittelpunkt des Weichbilds Altewiek, liegt heute zwischen Magniviertel und Aegidienviertel und ist Teil des Cityrings. Er wurde nach der Aegidienkirche und dem zugehörigen Aegidienkloster benannt. Als einer der wichtigsten Märkte auf dem Ägidienmarkt zählte der Töpfermarkt.
Über dem Ägidienmarkt an der Fassade der Aegidienkirche befindet sich eine Figur des heiligen Auctor, des Schutzpatrons der Stadt Braunschweig, der seinen Blick über die Innenstadt richtet.

## Geschichte
Der Ägidienmarkt entstand als Marktplatz der Altewiek, an ihm befand sich neben der 1750 errichteten Aegidien-Apotheke auch das Altewiekrathaus. Mit Auflösung der Eigenständigkeit der Weichbilde in Braunschweig im 17. Jahrhundert wurde es nicht mehr benötigt und schließlich 1752 abgerissen. An seiner Stelle wurde 1754 nach den Plänen von Georg Christoph Sturm der neue Ägidienkeller errichtet, der u. a. durch Lottoveranstaltungen und als Sterbehaus von Gotthold Ephraim Lessing bekannt und deshalb auch als Lottohaus und Lessinghaus bzw. Lessings Sterbehaus bezeichnet wurde.
Zum 100. Todestag des Dichters Friedrich Schiller wurde am 14. Mai 1905 auf einer dreieckigen Verkehrsinsel auf dem Ägidienmarkt die Schillereiche gepflanzt.
Bei den Bombenangriffen im Zweiten Weltkrieg wurden die vielen Fachwerkhäuser am Ägidienmarkt zerstört, darunter auch der Ägidienkeller. Einige Steinhäuser blieben stehen, sowie ein Hinterhaus aus Fachwerk, das heute als Auctorhaus bekannt ist. Dieser Zustand blieb lange bestehen. Bei einer Straßenverbreiterung 1959 wurde auch die Schillereiche gefällt. Erst in den 1970er Jahren entstand eine neue Bebauung am Platz, für die auch alte Bausubstanz abgerissen wurde. Zudem wurde die Straße durch den Ägidienmarkt als neue Hauptverkehrsachse verbreitert. 1976 wurde als Verlängerung des Auctorhauses das Leisewitz-Haus von der Wallstraße an den Ägidienmarkt versetzt. Es wird seitdem zusammen mit dem Auctorhaus als Gemeindehaus der Kirchengemeinde St. Aegidien genutzt.
Von 2016 bis 2017 wurde der Ägidienmarkt umgestaltet und am 27. Oktober 2017 feierlich der Öffentlichkeit übergeben.